# الغواصة الألمانية يو-709
غواصة يو-709 غواصة يو بوت ألمانية من غواصة الفئة السابعة سي، غواصة الفئة السابعة بنيت لسلاح بحرية ألمانيا النازية كريغسمارينه، في أحواض سي. ستولكن سون خلال الحرب العالمية الثانية.